# Antillai mangókolibri
Az antillai mangókolibri (Anthracothorax dominicus) a madarak osztályának sarlósfecske-alakúak (Apodiformes) rendjébe és a kolibrifélék (Trochilidae) családjába tartozó faj.

## Rendszerezése
A fajt Carl von Linné svéd természettudós írta le 1766-ban.

## Alfajai
- Anthracothorax dominicus aurulentus (Audebert & Vieillot, 1801)
- Anthracothorax dominicus dominicus (Linnaeus, 1766)[2]

## Előfordulása
A Karib-térségben, a Dominikai Köztársaság, Haiti és Puerto Rico területén honos. A Brit Virgin-szigeteki és az Amerikai Virgin-szigeteki bizonytalan. 
Természetes élőhelyei a szubtrópusi és trópusi síkvidéki esőerdők, száraz erdők és bokrosok.

## Megjelenése
Testhossza 13 centiméter, testtömege 4-8 gramm.
|  |

## Életmódja
Nektárral táplálkozik.

## Természetvédelmi helyzete
Az elterjedési területe nagyon nagy, egyedszáma felméretlen. A Természetvédelmi Világszövetség Vörös listáján nem fenyegetett fajként szerepel.